# Erythronium revolutum
Erythronium revolutum là một loài thực vật có hoa trong họ Liliaceae. Loài này được Sm. miêu tả khoa học đầu tiên năm 1809.